# 12617 Angelusilesius
12617 Angelusilesius (tên chỉ định: 5568 P-L) là một tiểu hành tinh vành đai chính. Nó được phát hiện bởi Cornelis Johannes van Houten, Ingrid van Houten-Groeneveld, và Tom Gehrels ở Đài thiên văn Palomar ở Quận San Diego, California, ngày 17 tháng 10 năm 1960. Nó được đặt theo tên Angelus Silesius, a German mystic và poet of the 17th century.